# Морская археология

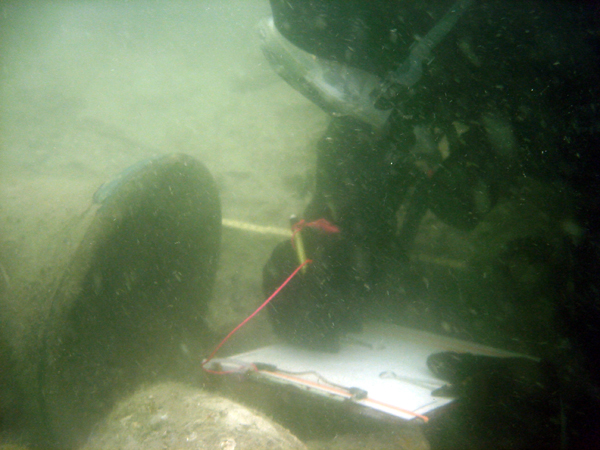
Морской археолог из программы Lighthouse Archaeological Maritime Program в Сент-Огастин (Флорида) описывает колокол корабля XVIII века «Storm Wreck».

Морская археология — дисциплина археологии, которая изучает взаимодействие человека с морем, озёрами и реками посредством изучения связанных с ними физических остатков, будь то суда, береговые сооружения, связанные с ними структуры, грузы, останки людей и подводные ландшафты. Связанной с ней дисциплиной является подводная археология, которая изучает прошлое через любые артефакты, находящиеся под водой.
Один из разделов морской археологии изучает строительство и использование судов (англ. nautical archaeology). Как и в случае с археологией в целом, морскую археологию можно практиковать в исторические, индустриальные или доисторические периоды. Примером доисторической эры могут быть остатки поселений, находящихся сейчас под водой, несмотря на то, что они были суше, когда уровни моря были ниже. Изучение самолётов, затонувших в озёрах, реках или в море, является примером из исторической, индустриальной или современной эпохи. В последние годы появилось много специализированных субдисциплин в более широких морских и подводных археологических категориях.
Морские археологические объекты часто являются следствием кораблекрушений или землетрясений и, таким образом, представляют собой момент времени, а не медленное осаждение материала, накопленного в течение нескольких лет, как в случае с портовыми сооружениями (такими как причалы, пристани и молы), которые погружаются под воду в течение продолжительных периодов времени. Этот факт привёл к тому, что кораблекрушения часто описывались в средствах массовой информации и в научно-популярных изданиях как «капсулы времени» (англ. time capsules).
Археологический материал в море или в других подводных средах обычно подвержен воздействию других факторов, чем артефакты на суше. Однако, как и в случае с наземной археологией, артефакты, сохранившиеся для изучения современными археологами, часто могут быть крошечной частью первоначального материала. Особенностью морской археологии является то, что, несмотря на весь потерянный материал, иногда встречаются редкие примеры значительного выживания.
В археологическом сообществе есть люди, которые рассматривают морскую археологию как отдельную дисциплину со своими проблемами (такими как кораблекрушения) и требующие специальных навыков подводного археолога. Другие ценят комплексный подход, подчеркивая, что морская деятельность экономически и социально связана с деятельностью на суше и, следовательно, археология является археологией независимо от того, где проводится исследование. Всё, что требуется, — это овладение навыками, характерными для среды, в которой происходит эта работа.

### Общиее ссылки
- Maritime Archaeological Field School in a Roman City. Menorca. Spain
- Program in Maritime Studies, East Carolina University
- Nautical Archaeology at Texas A&M University
- Center for Maritime Archaeology and Conservation, Texas A&M University
- English Heritage Maritime Archaeology
- The Museum of Underwater Archaeology (MUA)
- Lighthouse Archaeological Maritime Program (LAMP), St. Augustine, Florida
- Centre for Maritime Archaeology University of Southampton
- Maritime Archaeology Programme University of Southern Denmark
- Centre for Maritime Archaeology, University of Ulster, Coleraine
- Institute of Nautical Archaeology
- Nordic Underwater Archaeology
- Centre for Historical and Maritime Archaeology, University of Bristol
- Flinders University Maritime Archaeology Program
- A Code of Ethics for Maritime Archaeologists by Australian AIMA
- Maritime Archaeology Program, University of Western Australia/Western Australian Museum
- Department of Maritime Archaeology, Western Australian Museum
- Submerged Landscapes Archaeological Network
- "Shipwrecks"  in Stillwell, Richard, William L. MacDonald, Marian Holland McAllister, eds. Princeton Encyclopedia of Classical Sites, 1976, Includes alphabetized list of known wreck sites from Classical Antiquity. (недоступная ссылка)
- Resources for maritime archaeologists
- Introduction to Marine Archaeology in Israel
- Bournemouth University Centre for Maritime and Coastal Archaeology

### Корабли и лодки
- Dover Bronze Age Boat (article), Dover Museum (самая старая в мире морская лодка)
- Bronze age canoe near St Botolphs — 15th Century BC
- HMS Pandora 1791